# Ном (Аляска)
Ном (англ. Nome) — місто (англ. city) на півострові Сьюард штату Аляска (США). Населення — 3699 осіб (2020).
Місто розташоване на південному узбережжі півострова Сьюард в акваторії Нортон Берингового моря.

## Історія

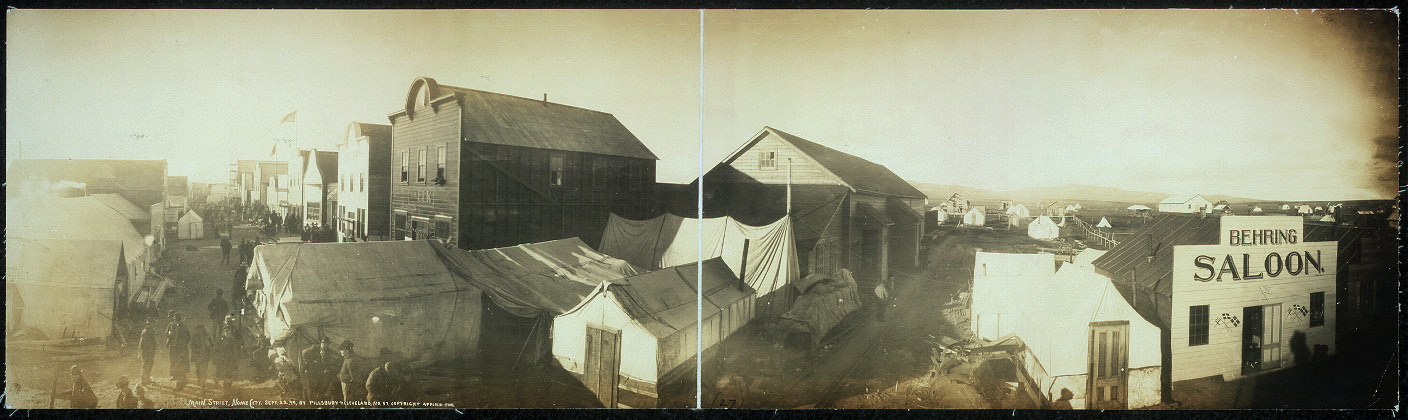
Ном у вересні 1899 року

Місто було засноване як поселення видобувачів золота. Вже через рік після заснування в 1899 році його населення становило близько 10 тисяч жителів. За переписом 1900 року — 12 488 осіб. Однак, неофіційно в місті з 1900 по 1909 рр. мешкало близько 20 тисяч чоловік, що робило його найбільшим населеним пунктом території Аляска (яка того часу ще не стала штатом). У роки Другої світової війни через місто проходила авіатраса по доставці американських літаків до СРСР.

### Епідемія дифтерії та Великі перегони милосердя 1925 року

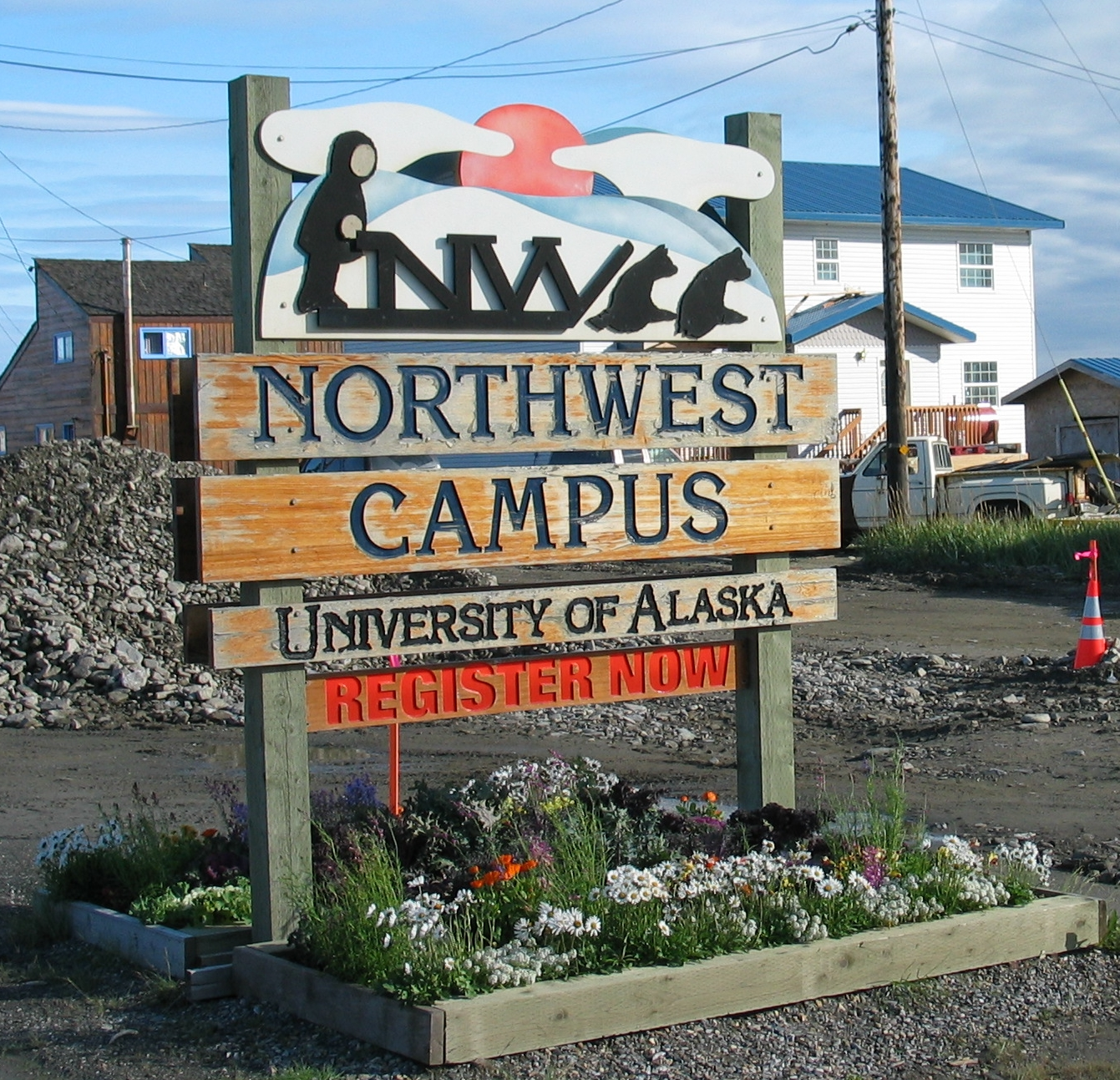
Північний захід Аляски

На початку 1925 серед дітей у поселенні Ном спалахнула епідемія дифтерії. Необхідні були ліки — дифтерійна сироватка (анатоксини), причому всім сусіднім поселенням. За допомогою телеграфного зв'язку з'ясувалося, що сироватка є в місті Анкоридж, який лежав за тисячу миль (більше півтори тисячі кілометрів) від поселення.
Полярна ніч, крижаний шторм і буря не дозволяли доставку літаком. Поїздом сироватку передали до міста Ненана, що розташована на відстані більше тисячі кілометрів від Нома, але далі залізничних колій не було. Сироватку доставляли естафетою собачих упряжок, до якої долучилися більше двадцяти погоничів та понад 150 їздових собак.
Першу партію сироватки до Ненани привезли 27 січня. Найдовшу частину шляху (146 км, від околиці Шактуліка до Головіна) здолала упряжка Леонарда Сеппала, яку вів Тоґо. До Нома партію привіз 2 лютого Гунар Каасен (Gunnar Kaasen), чию упряжку вів Балто. На зворотному шляху Гунар був обморожений і не міг керувати упряжкою.
Балто, який пам'ятав дорогу, сам привів упряжку назад до міста Ном. Після прибуття собаки були так виснажені, що у них не залишилося сил навіть на гавкіт, зате ліки було доставлено хворим.
Другу партію сироватки доставили з Ненани таким же способом 8—15 лютого.
Ці події лежать в основі сюжетів мультиплікаційного фільму «Балто» та художнього фільму Тоґо.
На знак пам'яті про ті події з 1973 року відбуваються щорічні перегони на собачих упряжках від Анкориджа до Нома під назвою Айдітарод.

## Економіка
Видобуток золота є основним джерелом роботи та прибутку для мешканців Ному до сьогоднішнього дня. 

## Транспорт

### Авіаційний
Ном обслуговують два аеропорти:
- Аеропорт Ном – аеропорт, розташований за 3,7 км на захід від центрального ділового району Нома, має дві асфальтовані злітно-посадкові смуги: 3/21 має розміри 1700 × 46 м, а 10/28 – 1829 × 46 м.
- Ном-Сіті – аеропорт загального користування, розташований за 1,85 км на північ від центрального ділового району Нома, має одну злітно-посадкову смугу, позначену як 3/21, із гравійним покриттям розміром 1950. Використовується авіацією загального призначення.

### Порт
Морський порт Ном обслуговує вантажні та круїзні судна 
, 
розташований 64,5°N та 165,4°W. 

### Будівництво глибоководного порту
Президент США Джо Байден затвердив схвалений у січні конгресом план створення глибоководного морського порту Ном на Алясці. 
Згідно з планом проектування будівництва об'єкта мало розпочатися в березні 2021 року та тривати протягом двох років. 
Вартість будівництва об'єкта складе близько 505 млн. доларів, що на 15 млн. доларів більше, ніж передбачало командування інженерного корпусу армії США в 2019 році. 
Витрати будівництво порту розподіляться так: інженерний корпус заплатить 379 млн доларів, адміністрація міста Ном 126 млн доларів
.
Схвалення плану будівництва порту передувала публікація ВМС США своєї нової арктичної стратегії «Блакитна Арктика» на початку січня 2021 
.
У стратегії вказані основні супротивники США в Арктиці: Росія та Китай. 
На думку американських військових експертів, створення глибоководного порту на Алясці сприятиме підвищенню безпеки США в Арктиці і не дозволить Росії здійснювати контроль над Північним морським шляхом 
.

### Наземний транспорт
Мережа доріг сполучає Ном з навколишніми населеними пунктами, проте немає автодорожнього сполучення з рештою штату.

## Географія
Ном розташований за координатами 64°30′21″ пн. ш. 165°24′55″ зх. д. / 64.50583° пн. ш. 165.41528° зх. д. (64,505736, –165,415307). За даними Бюро перепису населення США в 2010 році місто мало площу 55,99 км², з яких 32,72 км² — суходіл та 23,27 км² — водойми.

### Клімат

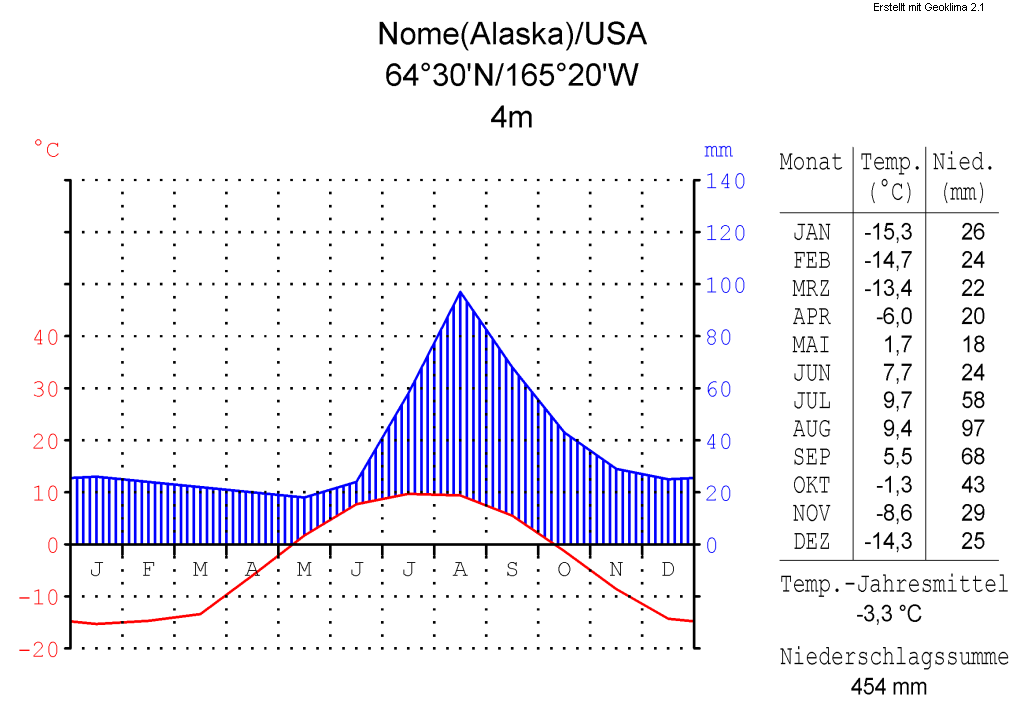
Середня температура та опади

Клімат у місті холодний. Тільки два місяці в році середня температура перевищує плюс 10 °C середня температура лютого — мінус 15,6 °C, середньорічна температура — 3,2 °C. За рік випадає в середньому 386 мм опадів, влітку — у вигляді дощу, взимку у вигляді снігу.
| Клімат : Ном                                        | Клімат : Ном | Клімат : Ном | Клімат : Ном | Клімат : Ном | Клімат : Ном | Клімат : Ном | Клімат : Ном | Клімат : Ном | Клімат : Ном | Клімат : Ном | Клімат : Ном | Клімат : Ном | Клімат : Ном |
| Показник                                            | Січ.         | Лют.         | Бер.         | Квіт.        | Трав.        | Черв.        | Лип.         | Серп.        | Вер.         | Жовт.        | Лист.        | Груд.        | Рік          |
| Абсолютний максимум, °C                             | 10,6         | 8,9          | 6,7          | 15,6         | 25,6         | 30,0         | 30,0         | 28,3         | 21,7         | 15,0         | 10,0         | 6,1          | 30,0         |
| Середній максимум, °C                               | −10,5        | −9,2         | −7,5         | −2,5         | 6,2          | 12,7         | 14,6         | 13,3         | 9,3          | 1,4          | −4,9         | −8,4         | 1,2          |
| Середній мінімум, °C                                | −19,3        | −18,1        | −16,6        | −10,3        | −0,8         | 4,8          | 7,9          | 6,8          | 2,7          | −5           | −11,8        | −16,6        | −6,3         |
| Абсолютний мінімум, °C                              | −47,8        | −41,1        | −43,3        | −34,4        | −23,9        | −6,7         | −2,2         | −5           | −12,8        | −23,3        | −39,4        | −41,1        | −47,8        |
| Середня кількість сонячних годин на місяць          | 62,2         | 140,1        | 205,0        | 245,3        | 290,3        | 275,3        | 250,3        | 178,1        | 153,6        | 116,7        | 66,4         | 53,0         | 2036,3       |
| Норма опадів, мм                                    | 24           | 24           | 17           | 19           | 22           | 25           | 54           | 82           | 62           | 41           | 31           | 27           | 427          |
| Днів з опадами                                      | 10,7         | 9,5          | 8,6          | 8,5          | 8,6          | 8,5          | 12,2         | 15,5         | 14,9         | 12,1         | 11,5         | 11,9         | 132,5        |
| Днів зі снігом                                      | 11,3         | 9,8          | 9,1          | 8,4          | 3,5          | 0,3          | 0            | 0            | 0,9          | 6,1          | 11,2         | 12,1         | 72,7         |
| Вологість повітря, %                                | 72.3         | 69.4         | 70.6         | 73.7         | 73.7         | 74.1         | 78.5         | 79.7         | 75.1         | 74.1         | 74.5         | 71.6         | 73.9         |
| --------------------------------------------------- | ------------ | ------------ | ------------ | ------------ | ------------ | ------------ | ------------ | ------------ | ------------ | ------------ | ------------ | ------------ | ------------ |
| Джерело: NOAA (sun and relative humidity 1961–1990) |              |              |              |              |              |              |              |              |              |              |              |              |              |

## Демографія
Згідно з переписом 2010 року, у місті мешкало 3598 осіб у 1216 домогосподарствах у складі 784 родин. Густота населення становила 64 особи/км². Було 1503 помешкання (27/км²).
Расовий склад населення:
| - 54,8 % — корінних американців - 30,4 % — білих - 2,2 % — азіатів - 0,5 % — чорних або афроамериканців - 0,3 % — вихідців з тихоокеанських островів |

До двох чи більше рас належало 11,4 %. Частка іспаномовних становила 2,4 % від усіх жителів.
За віковим діапазоном населення розподілялося таким чином: 28,3 % — особи молодші 18 років, 64,6 % — особи у віці 18—64 років, 7,1 % — особи у віці 65 років та старші. Медіана віку мешканця становила 31,6 року. На 100 осіб жіночої статі у місті припадало 113,3 чоловіків; на 100 жінок у віці від 18 років та старших — 115,2 чоловіків також старших 18 років.
Середній дохід на одне домашнє господарство становив 84 952 долари США (медіана — 76 389), а середній дохід на одну сім'ю — 88 651 долар (медіана — 76 875). Медіана доходів становила 61 350 доларів для чоловіків та 49 298 доларів для жінок. За межею бідності перебувало 11,3 % осіб, у тому числі 12,8 % дітей у віці до 18 років та 5,9 % осіб у віці 65 років та старших.
Цивільне працевлаштоване населення становило 1807 осіб. Основні галузі зайнятості: освіта, охорона здоров'я та соціальна допомога — 38,8 %, публічна адміністрація — 13,8 %, роздрібна торгівля — 8,9 %, транспорт — 8,0 %.

## Цікаві факти
- Життя і таємничі події міста наочно показані у фільмі «Четвертий вид».